# Scott King
Scott King (IPA: [skɑt kɪŋ]) (Fern Park, 1969) è un supermodello e attore statunitense, è stato uno dei supermodelli più famosi degli anni novanta insieme a Michael Bergin, Tony Ward, Marcus Schenkenberg, Gregg Avedon, Antonio Sabàto Jr. e Mark Vanderloo.

## Biografia
Scott è famoso per essere stato il protagonista della campagna pubblicitaria di Calvin Klein Escape con Shana Zadrick dal 1991 al 1994. Ha
sfilato in passerella e posato per importanti case di moda oltre che ad essere apparso in alcuni spot
pubblicitari. Ha studiato alla Lyman High School a Longwood, Florida dal 1983 al 1987 dove faceva parte della squadra di football americano nel ruolo di defensive end. Successivamente Scott ha cominciato la carriera da modello dove ha lavorato per grandi fotografi come Herb Ritts, Dewey Nicks e Bruce Weber e ha posato per marchi e riviste come Valentino, Neiman Marcus, Chanel, Calvin Klein, Gianni Versace, Dockers, Revlon, amfAR, Macy's, Gillette, GQ, Esquire, International Male, Harper's Bazaar e Men's Health di cui è stato uno dei principali modelli dal 1997 al 2001 apparendo a petto nudo sulla copertina dell'edizione statunitense, inglese, tedesca e italiana. Nel 1996 molte delle sue fotografie sono apparse nel libro Male Super Models: The Men of Boss Models insieme tra gli altri al collega John Enos III. Dopo alcuni viaggi in Australia, Scott risiede attualmente in Florida a Fern Park vicino a Orlando, cittadina dove è cresciuto e dove ha terminato gli studi di biologia alla scuola serale, lavora come vigile del fuoco e tecnico di pronto soccorso.

## Agenzie
- Boss Model Management – Miami
- New York Model Management – New York
- NEXT Management – Londra